# Neoseiulus accessus
Neoseiulus accessus är en spindeldjursart som först beskrevs av Edward A. Ueckermann och Loots 1988.  Neoseiulus accessus ingår i släktet Neoseiulus och familjen Phytoseiidae. Inga underarter finns listade i Catalogue of Life.